# ماسایوشی سان
ماسایوشی سان (به ژاپنی: 孫 正義) (زاده ۱۱ اوت ۱۹۵۷) کارآفرین، سرمایه‌دار و مدیر ارشد اجرایی ژاپنی است، که در حال حاضر به‌عنوان مدیر عامل اجرایی شرکت سافت‌بانک و رئیس هیئت مدیره شرکت اسپرینت فعالیت می‌کند.
سان در ماه آوریل سال ۲۰۱۴ با دارایی خالص ۱۹٫۷ میلیارد دلار از سوی مجله فوربز به‌عنوان ثروتمندترین فرد ژاپن شناخته شد. وی هم‌اکنون (سپتامبر ۲۰۱۴) با دارایی ۱۸٫۸ میلیارد دلار در رتبه ۴۰ از فهرست ثروتمندترین افراد جهان قرار دارد.
وی اخیراً در مصاحبه‌ای با مجله هاروارد بیزینس به تشریح کسب و کار خود پرداخته است